# Heliconia apparicioi
Heliconia apparicioi är en enhjärtbladig växtart som beskrevs av Humberto de Souza Barreiros. Heliconia apparicioi ingår i släktet Heliconia och familjen Heliconiaceae. Inga underarter finns listade.